# Списак речи са наставком -цид
Суфикс -цид означава чин повезан са убијањем или уништавањем. Потиче од латинског caedere - убити.
|  |  |  |  |  |  |  |  |  |  |  |  |  |  |  |  |  |  |  |  |  |  |  |  |  |  |  |  |  |  |

## А
- Авицид: убијање птица
- Акарицид: супстанца која убија крпеље
- Алгицид: убица алги
- Андроцид: убијање мушкараца
- Антацид: средство за неутралисање желудачне киселине
- Афицид, афидицид: убица ваши

## Б
- Бактерицид: убица бактерија
- Биоцид: убијање живих материја
- Бовицид: покољ стоке

## В
- Вербицид: уништење значења речи
- Вермицид: убијање црва
- Веспацид: убијање оса, или супстанца која врши ову функцију
- Вирицид: убијање вируса; убијање мушкараца или мужева
- Вируцид: убијање вируса

## Г
- Геноцид: убијање расе или етничке групе
- Гермицид: супстанца која убија клице
- Гинецид: убијање жена

## Д
- Деицид: уништење или убиство бога
- Демоцид: убијање владе

## Е
- Екоцид: уништење животне околине
- Етноцид: убијање етничке групе

## И
- Инфантицид: убиство детета
- Инсектицид: убијање инсеката, или супстанца која врши ову функцију

## К
- Каницид: убијање паса
- Ксеноцид: уништење целокупних свесних врста (израз сковао Орсон Скот Кард)

## Л
- Ларвицид: убијање ларви
- Либертицид: уништавање слободе
- Лингвицид: узроковање истребљења језика

## М
- Маритицид: убијање или убица мужа
- Матрицид: убиство мајке
- Ментицид: редукција ума услед психолошког притиска
- Молускицид: убијање мекушаца, или супстанца која врши ову функцију
- Мускицид: супстанца за убијање мува

## О
- Овицид: убијање јаја
- Омницид: уништење врста (дословно свега)

## П
- Парасуицид: насилан чин, који се може схватити као покушај самоубиства
- Парентицид: убијање родитеља
- Парицид: убијање родитеља или блиског рођака
- Патрицид: убијање оца
- Пестицид: убијање штеточина, или супстанца која врши ову функцију
- Политицид: убијање људи због њихових идеологија
- Пролицид: убијање потомства; убијање људске расе
- Псеудоцид: лажирање самоубиства
- Пулицид: супстанца за убијање бува

## Р
- Регицид: убијање монарха
- Родентицид: убијање глодара, или супстанца која врши ову функцију

## С
- Сеницид: убијање старог лица
- Серпентицид: убијање змија, или супстанца која врши ову функцију
- Силвицид: убијање дрвећа, или супстанца која врши ову функцију
- Сорорицид: убијање сопствене сестре
- Спермицид: уништење сперме, или хемикалија која убија сперму
- Спороцид: убијање спора
- Суицид: самоубиство

## Т
- Таениацид: супстанца за убијање пантљичара
- Тираницид: убијање тирана
- Трипаноцид: супстанца за убијање трипанозома

## У
- Урбицид: уништење града
- Уксорицид: убијање супруге

## Ф
- Фелицид: убиство мачке
- Фемицид: убиство жене
- Фетицид: убиство фетуса
- Филицид: убијање сопственог детета
- Флорицид: убијање цветова
- Формицид: супстанца која убија мраве
- Фратрицид: убијање сопственог брата (означава и инцидент пријатељске ватре)
- Фунгицид: убијање гљива, или супстанца која врши ову функцију

## Х
- Хербицид: убијање биљака, или супстанца која врши ову функцију
- Хомицид: убиство људског бића

## Ц
- Цетицид: убијање китова или припадника сродних врста
- Циберцид: убијање рачунара или мреже, или лика из рачунарске игре, итд.